# Fußball-Weltmeisterschaft 1998/Schottland
Dieser Artikel behandelt die schottische Fußballnationalmannschaft bei der Fußball-Weltmeisterschaft 1998.

## Qualifikation
| Österreich | - | Schottland | 0:0 |
| Lettland   | - | Schottland | 0:2 |
| Schottland | - | Schweden   | 1:0 |
| Estland    | - | Schottland | 0:0 |
| Schottland | - | Estland    | 2:0 |
| Schottland | - | Österreich | 2:0 |
| Schweden   | - | Schottland | 2:1 |
| Belarus    | - | Schottland | 0:1 |
| Schottland | - | Belarus    | 4:1 |
| Schottland | - | Lettland   | 2:0 |

Schottland als bestes, zweitplatziertes Team automatisch qualifiziert.

## Schottisches Aufgebot
| Nr.               | Name             | Verein vor WM-Beginn | Geburtstag | Spiele   | Tore     |          |          |
| Torhüter          | Torhüter         | Torhüter             | Torhüter   | Torhüter | Torhüter | Torhüter | Torhüter |
| ----------------- | ---------------- | -------------------- | ---------- | -------- | -------- | -------- | -------- |
| 1                 | Jim Leighton     | FC Aberdeen          | 24.07.1958 | 3        | 0        | 0        | 0        |
| 12                | Neil Sullivan    | FC Wimbledon         | 24.02.1970 | 0        | 0        | 0        | 0        |
| 21                | Jonathan Gould   | Celtic Glasgow       | 18.07.1968 | 0        | 0        | 0        | 0        |
| Abwehrspieler     |                  |                      |            |          |          |          |          |
| 2                 | Jackie McNamara  | Celtic Glasgow       | 24.10.1973 | 2        | 0        | 0        | 0        |
| 3                 | Tommy Boyd       | Celtic Glasgow       | 24.11.1965 | 3        | 0        | 0        | 0        |
| 4                 | Colin Calderwood | Tottenham Hotspur    | 20.01.1965 | 2        | 0        | 0        | 0        |
| 5                 | Colin Hendry     | Blackburn Rovers     | 07.12.1965 | 3        | 0        | 0        | 0        |
| 6                 | Tosh McKinlay    | Celtic Glasgow       | 03.12.1964 | 2        | 0        | 0        | 0        |
| 16                | David Weir       | Heart of Midlothian  | 10.05.1970 | 2        | 0        | 0        | 0        |
| 18                | Matt Elliott     | Leicester City       | 01.11.1968 | 0        | 0        | 0        | 0        |
| 19                | Derek Whyte      | FC Aberdeen          | 31.08.1968 | 0        | 0        | 0        | 0        |
| 22                | Christian Dailly | Derby County         | 23.10.1973 | 3        | 0        | 0        | 0        |
| Mittelfeldspieler |                  |                      |            |          |          |          |          |
| 8                 | Craig Burley     | Celtic Glasgow       | 24.09.1971 | 3        | 1        | 0        | 1        |
| 11                | John Collins     | AS Monaco            | 31.01.1968 | 3        | 1        | 0        | 0        |
| 13                | Simon Donnelly   | Celtic Glasgow       | 01.12.1974 | 0        | 0        | 0        | 0        |
| 14                | Paul Lambert     | Celtic Glasgow       | 07.08.1969 | 3        | 0        | 0        | 0        |
| 15                | Scot Gemmill     | Nottingham Forest    | 02.01.1971 | 0        | 0        | 0        | 0        |
| 17                | Billy McKinlay   | Blackburn Rovers     | 22.04.1969 | 2        | 0        | 0        | 0        |
| Stürmer           |                  |                      |            |          |          |          |          |
| 7                 | Kevin Gallacher  | Blackburn Rovers     | 23.11.1966 | 3        | 0        | 1        | 0        |
| 9                 | Gordon Durie     | Glasgow Rangers      | 06.12.1965 | 3        | 0        | 1        | 0        |
| 10                | Darren Jackson   | Celtic Glasgow       | 25.07.1966 | 2        | 0        | 2        | 0        |
| 20                | Scott Booth      | FC Utrecht           | 16.12.1971 | 1        | 0        | 0        | 0        |
| Trainer           |                  |                      |            |          |          |          |          |
|                   | Craig Brown      |                      | 01.07.1940 |          |          |          |          |

## Spiele der schottischen Mannschaft

### Vorrunde
- Brasilien –  Schottland 2:1 (1:1)

Stadion: Stade de France (Saint-Denis)
Zuschauer: 80.000
Schiedsrichter: José María García-Aranda (Spanien)
Tore: 1:0 César Sampaio (4.), 1:1 John Collins (38.) EM, 2:1 Tommy Boyd (73.) ET
- Schottland –  Norwegen 1:1 (0:0)

Stadion: Parc Lescure (Bordeaux)
Zuschauer: 31.800
Schiedsrichter: László Vágner (Ungarn)
Tore: 0:1 Håvard Flo (46.), 1:1 Craig Burley (66.)
- Schottland –  Marokko 0:3 (0:1)

Stadion: Stade Geoffroy-Guichard (Saint-Étienne)
Zuschauer: 30.600
Schiedsrichter: Ali Bujsaim (VAE)
Tore: 0:1 Salaheddine Bassir (22.), 0:2 Abdeljalil Hadda (46.), 0:3 Salaheddine Bassir (85.)